# Marjorie Barnard

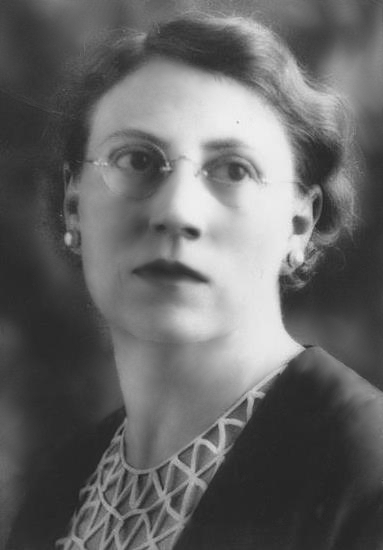
Marjorie Barnard, etwa 1935

Marjorie Faith Barnard (* 16. August 1897 in Ashfield, Sydney; † 8. Mai 1987 in Point Clare, New South Wales) war eine australische Schriftstellerin.

## Leben
Nach dem Besuch der Sydney Girls High School studierte sie Geschichte an der University of Sydney und schloss mit dem Bachelor of Arts ab. Von 1923 bis 1935 arbeitete sie als Bibliothekarin an der Public Library of New South Wales. Ab 1942 war sie bis 1950 Bibliothekarin in der Bibliothek der CSIRO.
Sie verfasste historische Werke, Kurzgeschichten, Romane, Essays und ein Kinderbuch. Gemeinsam mit Flora Eldershaw verfasste Werke veröffentlichte sie in den 1920er bis 1940er Jahren unter dem Pseudonym M. Barnard Eldershaw.
Zu ihren Auszeichnungen gehörte die Ernennung zum Officer des Order of Australia (AO) 1981.

## Werke
- The Ivory Gate, 1920
- A House Is Built, 1929, unter Pseudonym
- Green Memory, 1931, unter Pseudonym
- The Glasshouse, 1936, unter Pseudonym
- Plaque with Laurel, 1937, unter Pseudonym
- Essays in Australian Fiction, 1938, unter Pseudonym
- Macquarie´s World, 1941
- The Persimmon Tree and Other Stories, 1943
- The Sydney Book, 1947
- Tomorrow and Tomorrow, 1947, unter Pseudonym
- A History of Australia, 1962